# Makaó a 2011-es úszó-világbajnokságon
Makaó a 2011-es úszó-világbajnokságon 18 sportolóval vett részt.

## Műugrás
Női
| Versenyző              | Esemény                     | Selejtező | Selejtező | Elődöntő          | Elődöntő          | Döntő             | Döntő             |
| Versenyző              | Esemény                     | Pont      | Helyezés  | Pont              | Helyezés          | Pont              | Helyezés          |
| ---------------------- | --------------------------- | --------- | --------- | ----------------- | ----------------- | ----------------- | ----------------- |
| Sut Ian Choi           | Női 1 méteres műugrás       | 224.50    | 26        |                   |                   | Nem jutott tovább | Nem jutott tovább |
| Sut Ian Choi           | Női 3 méteres műugrás       | 263.30    | 23        | Nem jutott tovább | Nem jutott tovább | Nem jutott tovább | Nem jutott tovább |
| Sio I Lei              | Női 1 méteres műugrás       | 192.00    | 36        |                   |                   | Nem jutott tovább | Nem jutott tovább |
| Sio I Lei              | Női 3 méteres műugrás       | 246.30    | 31        | Nem jutott tovább | Nem jutott tovább | Nem jutott tovább | Nem jutott tovább |
| Sut Ian Choi I Teng Lo | Női 3 méteres szinkronugrás | 253.62    | 12 Q      |                   |                   | 249.60            | 12                |

## Úszás
Férfi
| Versenyző    | Esemény                    | Selejtező | Selejtező | Elődöntő          | Elődöntő          | Döntő             | Döntő             |
| Versenyző    | Esemény                    | Idő       | Helyezés  | Idő               | Helyezés          | Idő               | Helyezés          |
| ------------ | -------------------------- | --------- | --------- | ----------------- | ----------------- | ----------------- | ----------------- |
| Antonio Tong | Férfi 50 méteres hátúszás  | 28.46     | 31        | Nem jutott tovább | Nem jutott tovább | Nem jutott tovább | Nem jutott tovább |
| Antonio Tong | Férfi 100 méteres hátúszás | 1:00.34   | 47        | Nem jutott tovább | Nem jutott tovább | Nem jutott tovább | Nem jutott tovább |

Női
| Versenyző    | Esemény                     | Selejtező | Selejtező | Elődöntő          | Elődöntő          | Döntő             | Döntő             |
| Versenyző    | Esemény                     | Idő       | Helyezés  | Idő               | Helyezés          | Idő               | Helyezés          |
| ------------ | --------------------------- | --------- | --------- | ----------------- | ----------------- | ----------------- | ----------------- |
| Ma Cheok Mei | Női 200 méteres gyorsúszás  | 2:12.39   | 45        | Nem jutott tovább | Nem jutott tovább | Nem jutott tovább | Nem jutott tovább |
| Ma Cheok Mei | Női 200 méteres vegyesúszás | 2:27.59   | 34        | Nem jutott tovább | Nem jutott tovább | Nem jutott tovább | Nem jutott tovább |
| Lei On Kei   | Női 50 méteres mellúszás    | 32.90     | 24        | Nem jutott tovább | Nem jutott tovább | Nem jutott tovább | Nem jutott tovább |
| Lei On Kei   | Női 200 méteres mellúszás   | 2:41.62   | 31        | Nem jutott tovább | Nem jutott tovább | Nem jutott tovább | Nem jutott tovább |

## Szinkronúszás
Női
| Versenyző(k) | Esemény               | Selejtező | Selejtező | Döntő               | Döntő               |
| Versenyző(k) | Esemény               | Pont      | Helyezés  | Pont                | Helyezés            |
| --- | --------------------- | --------- | --------- | ------------------- | ------------------- |
| Sin Ieng Au Ieong | Egyéni szabad program | 68.170    | 28        | Nem jutott tovább   | Nem jutott tovább   |
| Chin Kou Wai Lam Lo | Páros szabad program  | 65.910    | 40        | Nem jutottak tovább | Nem jutottak tovább |
| Sin Ieng Au Ieong Lok Ian Chan Si Wai Chang Ka Ieng Cheong Sin I Ho Chin Kou Wai Lam Lo Teng I Wong                       | Csapat szabad program | 68.690    | 19        | Nem jutottak tovább | Nem jutottak tovább |
| Ka U Ao Sin Ieng Au Ieong Lok Ian Chan Si Wai Chang Ka Ieng Cheong Sin I ho Chin Kou Tsz Ching Liu Wai Lam Lo Teng I Wong | Kombinációs kűr       | 71.570    | 11 Q      | 70.610              | 11                  |

Tartalékok
- Teng Wai Lao
- Wa Hei Leong